# Eucynortella signata
Eucynortella signata is een hooiwagen uit de familie Cosmetidae.